# HD201033
HD201033 — хімічно пекулярна зоря спектрального класу A5, що має видиму зоряну величину в смузі V приблизно  8,0.
Вона  розташована на відстані близько 433,1 світлових років від Сонця.